# 阿周那型小行星
阿周那型小行星（也稱為阿周那群）是太陽系中小行星的動力群。阿周那是近地天體（NEOs），其軌道性質與地球非常相似，具有較低的傾角，軌道週期接近一年，以及較低的偏心率。這群的名稱出自印度古典梵文史诗《摩诃婆罗多》中的主角英雄阿周那。（梵文：अर्जुन）。亦有將其翻譯為地球少女型小行星。這群的定義有些模糊，與四群公認的阿波羅型小行星、阿莫爾型小行星、阿登型小行星和阿波希利型小行星的定義重疊。它們構成了冷動態小近地天體（dynamically cold small bodies），與地球以1:1的平均運動共振比例反覆遭到誘捕。

## 成員
阿周那型小行星是非常罕见的小行星。但目前尚未有小行星以“阿周那”命名，名稱最接近者為(20300) Arjunsuri，但只是名称上相似而已，但其並非阿周那型小行星。阿周那群潛在的成員以括弧標示其所屬於阿波羅（APO）或阿登（ATE）的母群：
- 1991 VG  (APO)
- 2003 YN107 (ATE)
- 2006 JY26 (APO)
- 2009 SH2 (ATE)
- 2013 BS45 (ATE)

## 進階讀物
- Evidence for a near-Earth asteroid belt （页面存档备份，存于） Rabinowitz, David L.; Gehrels, Tom; Scotti, James V.; McMillan, Robert S.; Perry, Marcus L.; Wiśniewski, Wiesław Z.; Larson, Stephen M.; Howell, Ellen S.; & Mueller, Beatrice E. A. (1993), Nature, Volume 363, no. 6431, pp. 704-706.
- The Near-Earth Object Population （页面存档备份，存于） Gladman, Brett J.; Michel, Patrick; & Froeschlé, Claude (2000), Icarus, Volume 146, Issue 1, pp. 176-189.
- A resonant family of dynamically cold small bodies in the near-Earth asteroid belt de la Fuente Marcos, Carlos; de la Fuente Marcos, Raúl (2013), Monthly Notices of the Royal Astronomical Society: Letters, Volume 434, Issue 1, pp. L1-L5.
- Geometric characterization of the Arjuna orbital domain （页面存档备份，存于） de la Fuente Marcos, Carlos; de la Fuente Marcos, Raúl (2015), Astronomische Nachrichten, Volume 336, Issue 1, pp. 5–22.